# Bars Bolud
Bars Bolud Jinong ou encore Barsobold Khagan (mongol bichig : ᠪᠠᠷᠰ
ᠪᠣᠯᠤᠳ
ᠬᠠᠭᠠᠨ mongol cyrillique : Барсболд хаан, translit. : Barsbold Khaan, littéralement khagan Tigre d'acier) ou encore Barsbold Jonon Khaan (ᠪᠠᠷᠰ
ᠪᠣᠯᠤᠳ
ᠵᠢᠨᠤᠩ
ᠬᠠᠭᠠᠨ / Барсболд жонон хаан， lit. Barsbold Jinong Khagan), nom de règne : Sain-Alag Khaan (ᠰᠠᠶᠢᠨ
ᠠᠯᠠᠭ
ᠬᠠᠭᠠᠨ, сайн алаг хаан) né en 1490 et mort en 1531 est un Mongol-toumète qui eut le titre de Khagan (de 1517 à 1519) et jinong (de 1519 à 1531).

## Biographie
Barsbolad Jinong était le troisième fils de Dayan Khan, qui a nommé son petit-fils (le fils aîné du deuxième fils de Dayan Khan), Bodi Alagh Khan, comme son successeur. Après la mort de Dayan Khan, Barsbolad (Basbolud) Jinong s'est proclamé grand khan, affirmant que Bodi Alagh Khan était trop jeune et trop inexpérimenté pour maintenir le grand empire mongol, et qu'il a pu rallier le soutien d'une partie de la population mongole. qui craignait qu'après un siècle de combats, l'unification et la prospérité finalement obtenues sous le règne de Manduhai et Dayan Khan ne soient perdues et qu'un dirigeant plus expérimenté soit nécessaire. Cependant, plus de trois ans plus tard, Bodi Alagh Khan s'allia avec un autre de ses oncles, le quatrième fils de Dayan Khan, et défia Barsbolad Jinong, et les deux parties parvinrent à un compromis pour éviter une effusion de sang parmi ses compatriotes Mongols : Barsbolad Jinong abandonnerait le pouvoir. couronne et Bodi Alagh Khan seraient le nouveau Grand Khan des Mongols, tandis que ses fils étaient également nommés différents khans. Cependant, la perte de la couronne du Grand Khan de Mongol était trop lourde pour Barsbolad Jinong et il mourut peu de temps après. Il était le père d'Altan Khan, l'un des grands dirigeants du Yuan du Nord. Barsbold était très connu pour sa bravoure et ses compétences militaires exceptionnelles dans les campagnes de son père contre les Oirats et d'autres factions mongoles.
Il est suivi par Bodi Alag Khagan, a qui il a usurpé le trône pendant sa jeunesse et qui s'est allié à ses oncles pour le reprendre.

## Famille
De son union avec Molan (future épouse de Golden Khan), il eut sept enfants:
- Gunbileg Jonon
- Altan Khan
- Gushinudei khangributegi
- Khundullikha
- Nariin Taij
- Bodidaraet Khantegi
- Tara khaitaigi[2]